# Замок Риво
Замок Риво (фр. Château du Rivau) находится на расстоянии 10 минут езды от замка Шинон (дорога D749), на территории коммуны Лемере (департамент Эндр и Луара).

## История
История замка Риво начинается в XIII веке. В эту эпоху он был всего лишь укреплённым феодальным жилищем квадратной формы, окружённым четырьмя угловыми башнями. В 1438 году он стал собственностью одного из важных придворных Карла VII, Пьера де Бово. Последный происходил из знатного года де Бово, именитого семейства, служившего французским королям с XIII века. Пьер пользовался огромным доверием короля Карла, так как помог ему спастись из занятого бургиньонами Парижа, когда Карл был ещё наследником престола. Случилось это 29 мая 1418 года, в самом разгаре Столетней войны. Позже король отблагодарил своего верного слугу и доверил ему важные полномочия камергинера, то есть приближенного и советника. Пьер женился на богатой наследнице, через которую замок Риво и попал в его собственность. К сожалению, англичане на тот момент ещё не были полностью выгнаны из французского королевства, и замок размещался на стратегическом месте — на границе трех регионов: Пуату, Турень и Анжу. Отсюда, впрочем, и его название: «риво» на старофр. «Rivaudière» означает «граница».

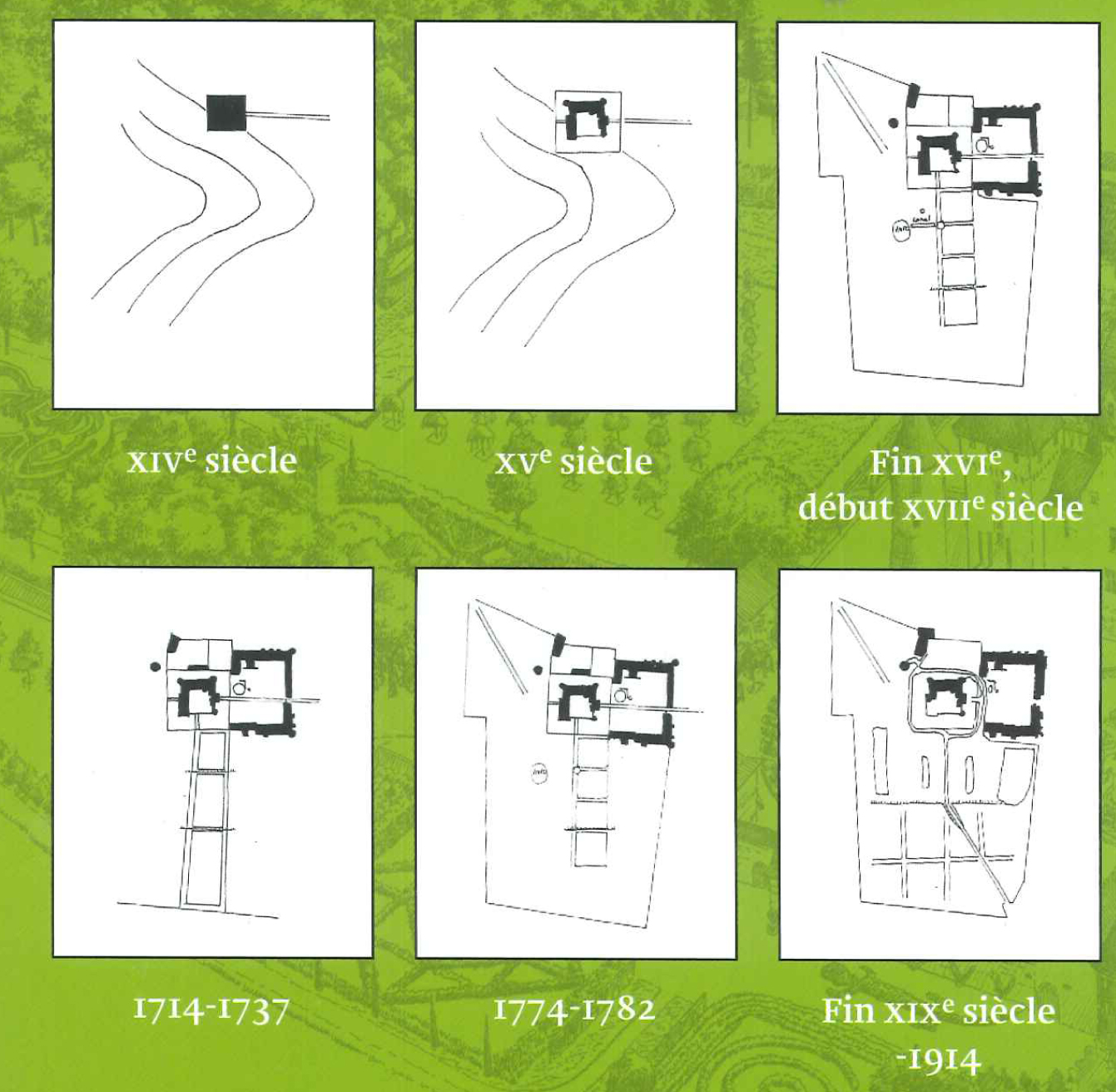
CadastreduRivau.jpg

Англичане стояли рядом, сжигая и уничтожая близлежащие замки. Именно поэтому Карл позволил своему вассалу полностью укрепить жилище и сделать из него неприступную крепость. Пьер де Бово воздвигает мощный донжон, устанавливает подъёмный мост, окружает замок сухим рвом, строит машикули и пробивает в стенах бойницы для пушек.
Парадокс этого замка именно в его архитектуре. Повсюду есть окна: на донжоне, на куртинах (стены между башнями) и на самих башнях. Это, конечно, несвойственно для крепости, например, XII и XIII веков. Именно из-за использования пороховых орудий камень больше не оказывает никакого сопротивления, и, если замок атакован, он будет разрушен, есть ли на нём окна или нет. Поэтому Пьер де Бово решил сделать из своего замка комфортное жилище, куда бы проникал дневной свет и солнечное тепло, чтобы насладиться замком хотя бы в мирное время. К счастью, Риво никогда не был атакован, но владелец его оставил свою жизнь в кровопролитной битве при Кастийоне, в 1453 году, битве, положившей конец Столетней войне между Францией и Англией.
Замок Риво принадлежал семье дё Бово до конца XVII века, а потом уснул долгим и глубоким сном. Он был и сельским угодьем, и фермой, и жилищем одного художника. Когда в 1991 году супружеская пара, мадам и месьё Леньё, выкупили его, замок был в плачевном состоянии. Потребовалась долгая реставрация и для замка, и для конюшен, и для хозяйственных строений. Результат превзошёл все ожидания. Обновленный Риво открыл свои двери посетителям в 2000 году и отныне предлагает им окунуться в его прошлое.

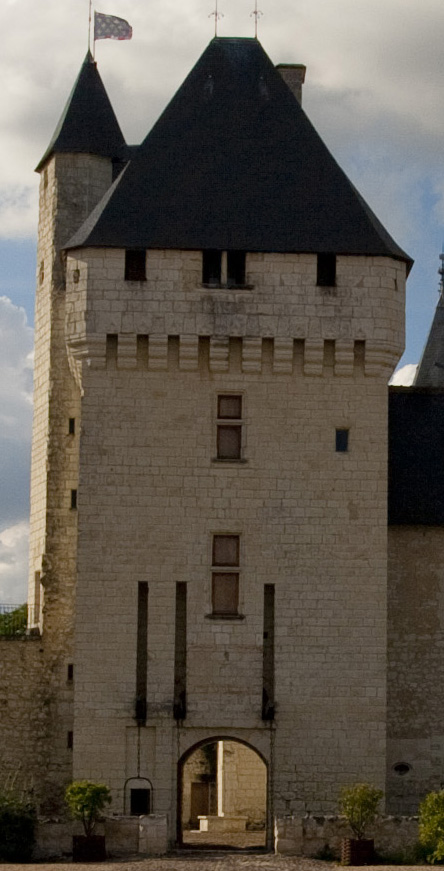
Le Rivau-donjon.jpg

Риво включен в список Памятников исторического наследия.
Интересные факты из истории Риво:
В 1429 году, во время Столетней войны, в Риво заезжала сама Жанна д’Арк в поисках лошадей для своей армии. Замок Риво и в самом деле был знаменит высоким качеством местных лошадей, которых дрессировали для участия в войнах и турнирах. В 1510 году Франсуа дё Бово, внук Пьера и новый хозяин замка, а также капитан короля Франциска I, построил здесь обширные конюшни, из которых лучшие жеребцы поставлялись ко двору.
Франсуа Рабле в первой книге «Гаргантюа и Пантагрюэля» «дарит» замок Риво капитану Толмеру за его победы во время войны против короля Пикрохола.
Замок Риво запечатлен на фото-открытках начала XX века.

## Сказочный сад
Поместье Риво привлекает туристов и великолепными садами, словно вышедших из волшебной сказки.
Двенадцать тематических садов замка Риво расположены на 15 акрах земли и включены в список «Лучшие сады Франции». Они представляют собой чудесный, сказочный мир, приводящий в восторг посетителей.
Это — приятная прогулка по Заколдованному лесу, саду Гигантских овощей, Цветущим лугам, по саду Рая, по дорожке Мальчика с пальчик, Тропе ароматов, Секретному садику и даже Лабиринту Алисы из страны Риво. Гномы, людоеды, гиганты, феи и мифические животные сопровождают гостей на прогулке по восхитительному миру мечты. Заборы, решетки и скамейки, все до единого сделанные мастерами в Ле Риво, украшают сады и приглашают вас посидеть и насладиться изобретательностью этого магического места.
Кроме того, современные работы, созданные художниками, в этой обстановке добавляют необычность саду. Все скульптуры отражают влияние человека на окружающую среду. Есть скульптурная композиция — пять пар ног гигантского размера, намекающие на будущее природы, в котором человек стал великаном, а природа — хрупка и ранима.
Среди выставляющихся здесь современных художников — Фабьен Вершер, Кат Лорей, Жером Бассерод, Франс Крайсберг и Филипп Раметт.
Сады также высоко ценят ботаники: здесь собрана коллекция из 450 видов роз, выведенных такими специалистами, как Дэвид Остин и Андре Эв, а также редких растений, представленных в современной обстановке, создаваемой благодаря скульптурам и проходящим здесь художественным выставкам. Сады замка Риво также называют французской «Консерваторией Ароматных роз». Коллекция старинной лозы из региона Луары растет около замка, а вьющиеся розы покрывают стены древнего комплекса. Селекционер роз Андре Эв в 2003 году вывел розу 'Chateau de Rivau' в честь сада Риво.

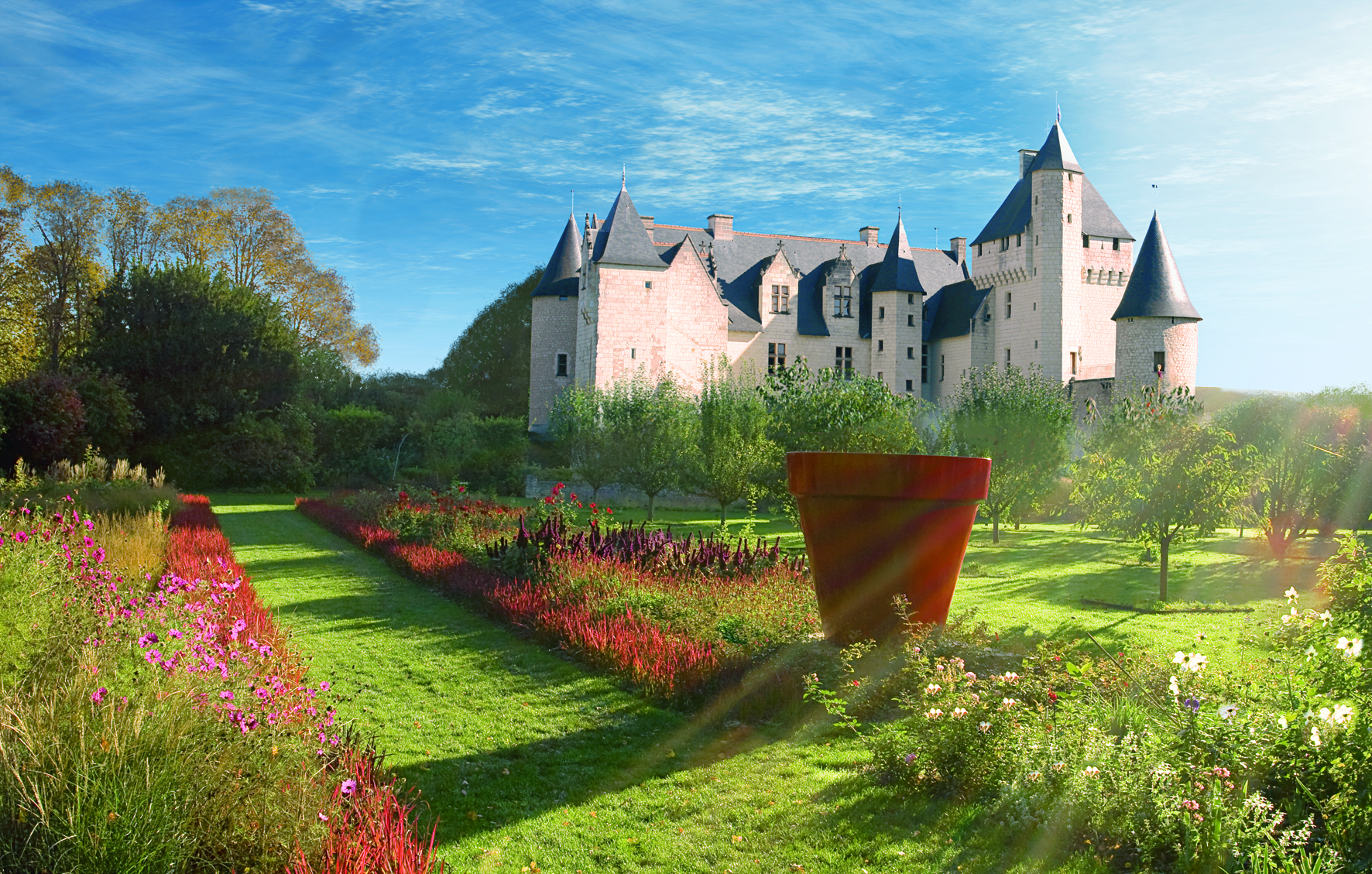
Pot_rouge_de_Jean_Pierre_Raynaud.jpg

Между замком и хозяйственными постройками находится Сад гигантских овощей. В нем растут огромные тыквы, кабачки и капуста. Эти овощи растут вместе с красными и белыми георгинами, а возвышающиеся артишоки служат обрамлением для этого праздника гигантов.
На краю парка, недалеко от кухни расположены затейливые фиолетовые клумбы со сложными геометрическими узорами.
Прямо во дворе замка находится Секретный сад. В настоящее время здесь выращивают английские розы.
С другой стороны замка находится сад «Любовный напиток». В этом саду растут растения, которым приписывается магическая сила. Там растет успокаивающий шалфей и сернистая мандрагора. Там вы найдете красивые коллекции душистых красных роз, в том числе, знаменитые розы «Карл Великий» и «Тёмная Леди», созданные Дэвидом Остином.
Слева от замка расположен сад принцессы Рапунцель, которую назвали в честь цветка рапунцель или в медицине просто валериана.
Сразу за садом Рапунцель находится фруктовый сад под названием Очарованный рай. Побродите среди коллекционных старинных сортов яблонь, вишни, деревьев мушмулы и миндальных деревьев, вокруг которых вьются розы.
Слева от этого сада находится дорожка Мальчика с пальчик, ведущая посетителей в детство. В начале сезона здесь цветут желтые и оранжевые розы.

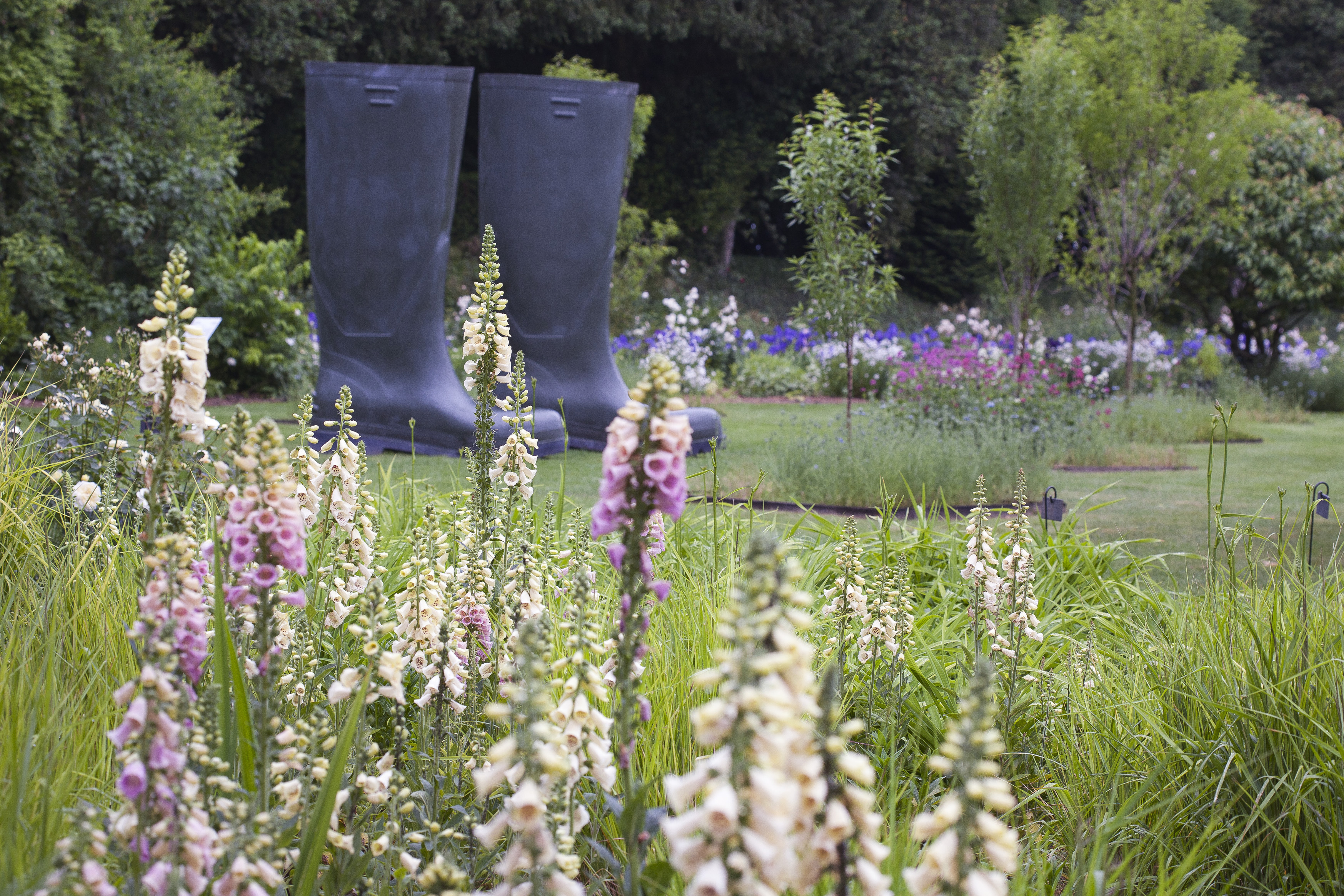
Invendus_Bottes_Lilian_Bourgeat.jpg

Пройдя по этой дорожке, вы окажетесь у входа в Волшебный лес и мир эльфов. Это — сад, поражающий великолепием кустов, подстриженных под разные сказочные существа. Чтобы попасть в него, нужно пройти через пасть дракона из кованого железа. Так же там растут большие коллекции луковичных цветов — нарциссы, тюльпаны, ирисы и многие другие. Нарциссы эти особого сорта и их ботаническое название «ложный нарцисс». Oни были выведены здесь около 15 лет назад, и их сладкий запах прекрасно сочетается с этой простой частью сада.
Пройдя через сказочный лес, посетитель увидит лабиринт, который внимательно охраняют садоводы-охранники, напоминающие карты из Алисы в стране чудес. Увидев себя в этом лабиринте Алисы в стране Риво, вы вдохновитесь прекрасной вселенной Льюиса Кэрролла. Там вы встретитесь с белым кроликом, а также многими другими персонажами из этой сказки, которых переосмыслил и создал художник Жан-Жак Мартин. От лабиринта идет Ароматная тропа. Защищенная от ветра и нежелательных запахов, она проходит между самыми ароматными растениями садов Риво. Тропа выведет вас к ограде, состоящей из местных растений, которые укрывают часть коллекции старинных душистых роз Ле Риво и других многолетников.
Почти на краю ландшафтного парка находится Ограда из «Влюбленных лилий». В этой ограде растут очень редкие сорта лилий, лилии «Мадонна» и многие другие, позволяющие в течение всего сезона вдыхать их прекрасный аромат.
Недалеко от ограды находится композиция «Семья из цветочного горшка», которая живет на шахматной доске из терракотовой травы. Но остерегайтесь павлинов, которые там гуляют.

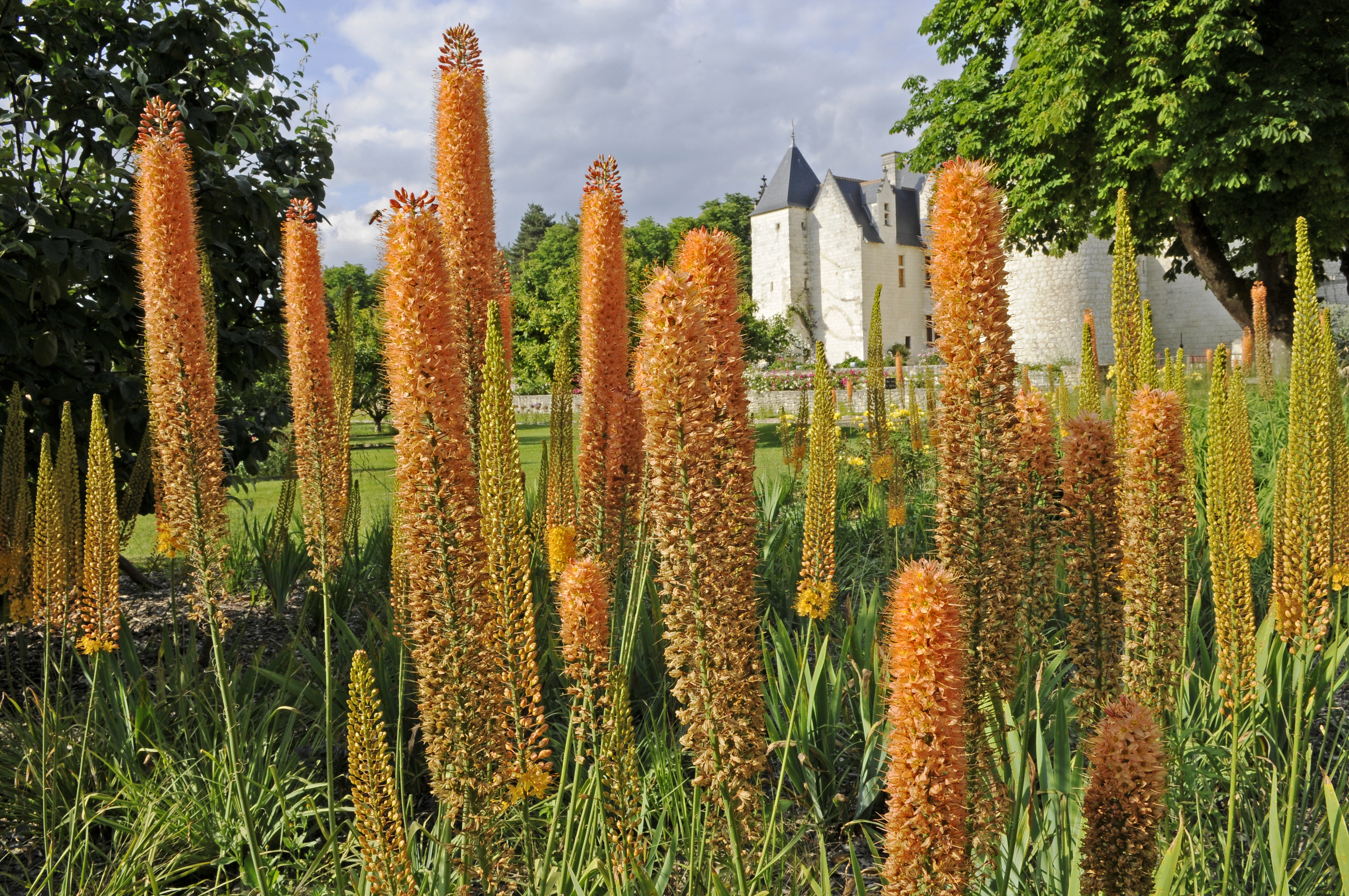
Chateaudurivau-jardin.jpg

На другой стороне в конце парка находится Трюфельная роща. Это специальная дубовая роща, в которой выращивают трюфели. Рядом с ней находится Убегающий лес, названный в честь находящихся там скульптур гигантских ног.
Весь ландшафтный парк поражает своей красотой, необычностью и разнообразием растений, цветов и деревьев.

## Фото

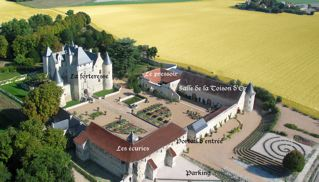
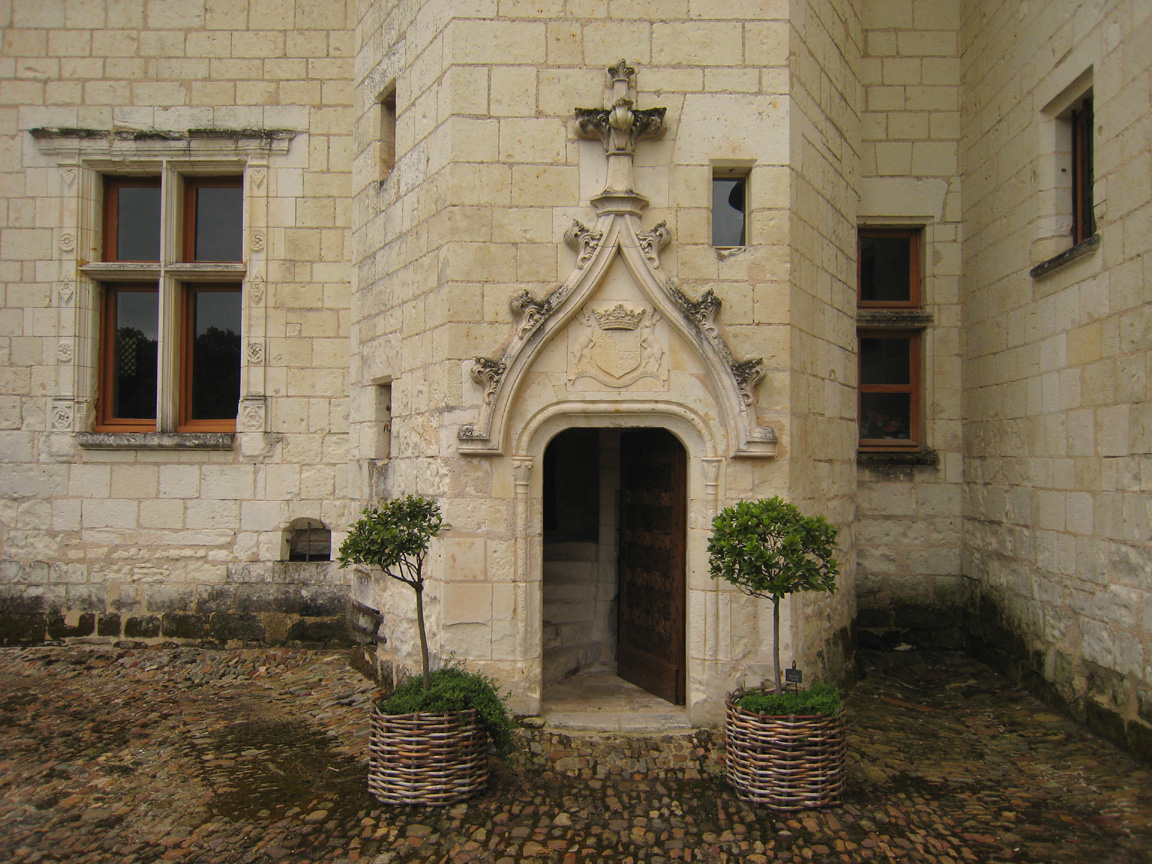
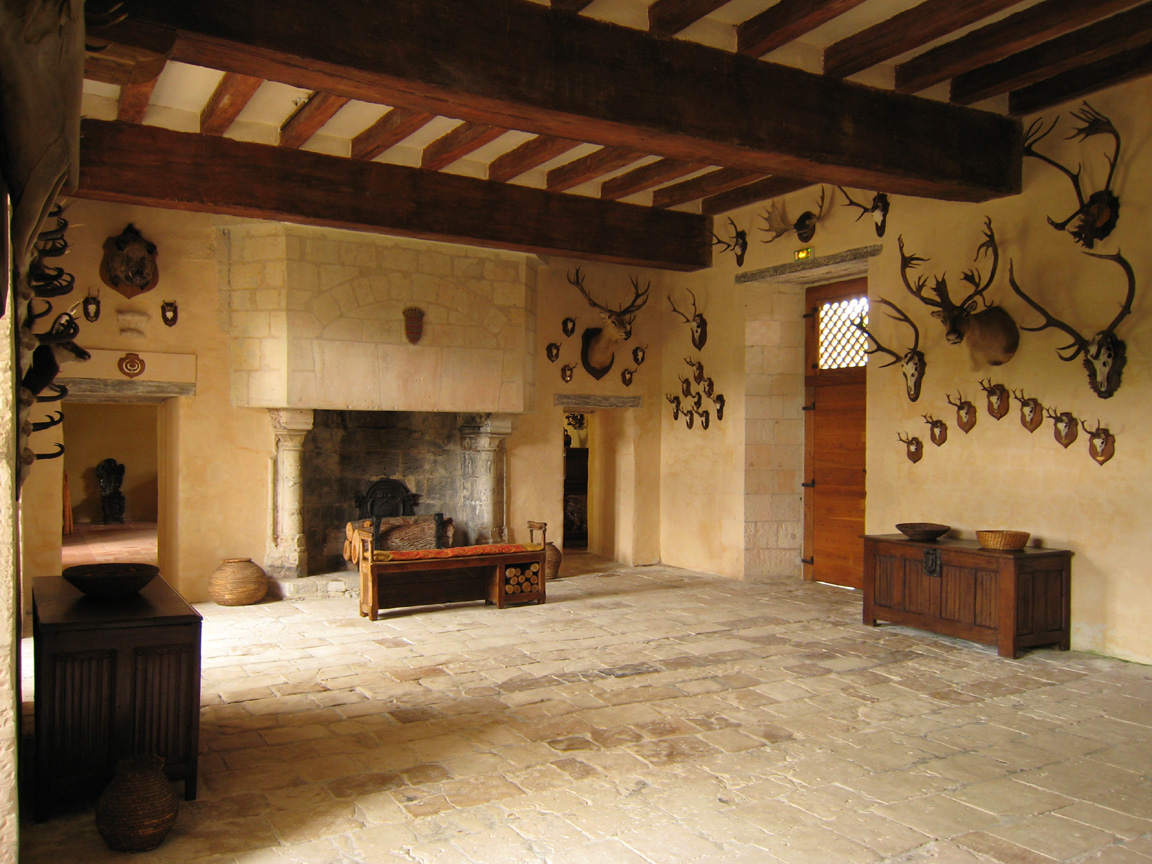
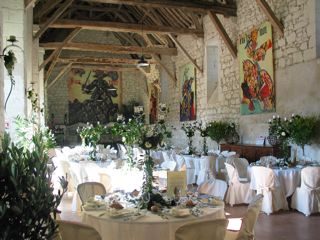